# 藍毗尼專區

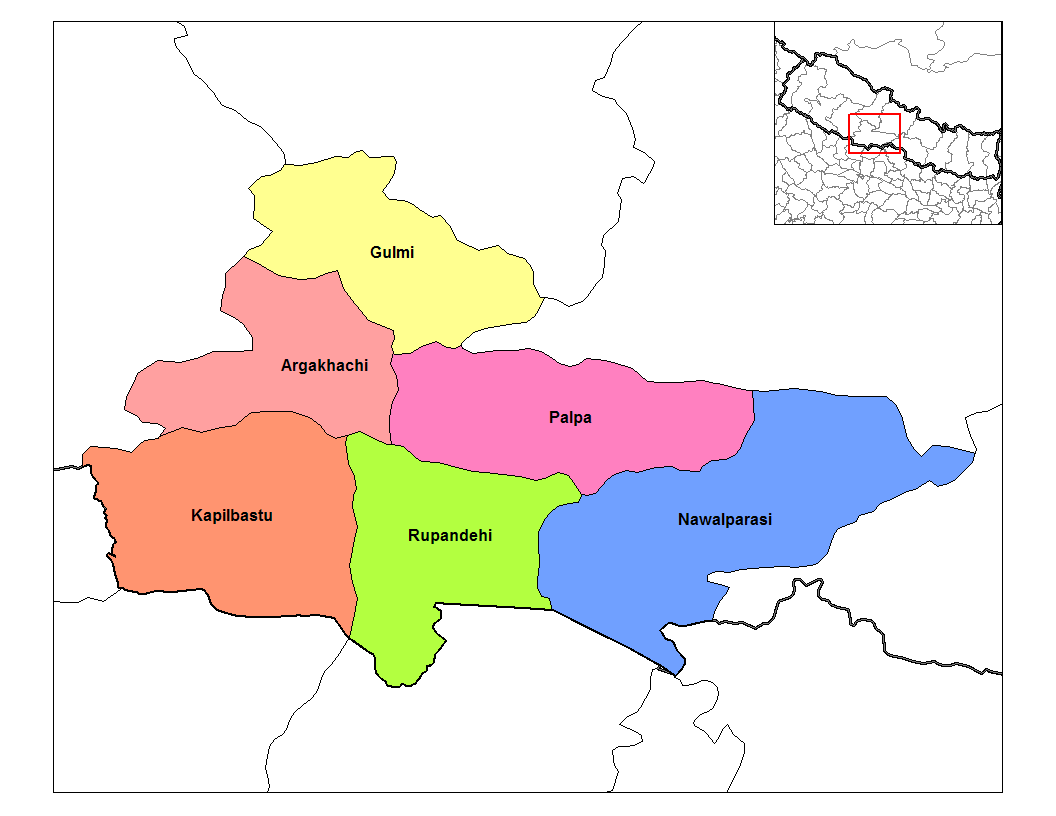

藍毗尼專區是尼泊爾的十四個行政專區之一，位於該國中南部，首府布德沃爾，北面是道拉吉里專區和甘達基專區，東臨納拉亞尼專區，南毗印度，西鄰拉布蒂專區，下分6個縣，面積8,975平方公里，2001年人口2,526,868。
27°45′N 83°30′E / 27.750°N 83.500°E